# Søren Sveistrup
Søren Sveistrup est un scénariste et un écrivain danois né le 7 janvier 1968. Il est principalement connu pour être le créateur des séries télévisées danoises Nikolaj og Julie et surtout des trois volets de Forbrydelsen/The Killing.

## Œuvre littéraire

### SérieNaia Thulin
1. Octobre (titre en=The Chestnut Man), Éditions Albin Michel, 2019 ((nl) Kastanjemanden, 2018)
2. Cache-cache (titre en= ), Éditions Albin Michel, 2025 ((nl) Tælle til en, tælle til to, 2024)

## Prix
- Prix Barry 2020 du meilleur premier roman pour Kastanjemanden[2]
- Prix Harald-Mogensen 2025 pour Tælle til en, tælle til to